# Cizinecké právo
Cizinecké právo můžeme definovat jako soubor těch právních norem, které ukládají cizincům povinnosti nebo přiznávají cizincům práva, přičemž tyto povinnosti a tato práva jsou odlišná od povinností a práv občanů dotyčného státu.
Cizinec je podle českého práva fyzická osoba, jejíž státní občanství je jiné než české. Jinak řečeno se jedná o osobu, která není občanem České republiky, a to i včetně občanů dalších zemí Evropské unie.

## Prameny cizineckého práva
Zdroje cizineckého práva jsou hlavně předpisy řazené tradičně do práva veřejného, zejména práva správního. Jedná se nejvíce o :
- zákony ČR a podzákonné předpisy;
- právo EU, a to jak zakládající smlouvy, tak i právo sekundární (nařízení a směrnice);
- mezinárodní smlouvy, a to multilaterální i bilaterální.[2]

## Mezinárodní cizinecké právo
Jedním z pramenů cizineckého práva jsou mezinárodní smlouvy, které lze také rozdělit na smlouvy vícestranné a smlouvy dvoustranné. Vícestranné smlouvy bývají sjednané zpravidla v rámci určitých mezinárodních organizací, které jejich uzavření zorganizovaly, a které případně fungování smluv spravují. Jedná se zejména o Organizaci spojených národů, Radu Evropy, Mezinárodní organizaci práce, Evropskou unii, Haagskou konferenci mezinárodního práva soukromého a další. Normy cizineckého práva jsou pak obsaženy jak v úmluvách, které se týkají specificky cizinců, tak i v úmluvách, které pojednávají o právech všech osob bez rozdílu jako např. Evropská Úmluva o ochraně lidských práv a základních svobod. Z bilaterálních smluv je třeba zmínit smlouvy o sociálním zabezpečení mezi Českou republikou a státy, které nejsou členy EU; dvoustranné smlouvy o právní pomoci ve věcech občanskoprávních, které upravují soukromoprávní vztahy a dále smlouvy související s právem pobytu, např. smlouvy readmisní.

### Smlouvy a ostatní dokumenty mezinárodní povahy týkající se cizineckého práva
- Úmluva o právním postavení uprchlíků ze dne 28. července 1951 a Protokol týkající se právního postavení uprchlíků ze dne 31. ledna 1967 (č. 208/1993 Sb.)[4]
- Úmluva proti mučení a jinému krutému, nelidskému či ponižujícímu zacházení nebo trestání ze dne 10. prosince 1984 (č. 143/1988 Sb.)
- Mezinárodní pakt o občanských a politických právech ze dne 19. prosince 1966 (120/1976 Sb.) a Opční protokol ze dne 16. prosince 1966 (č. 169/1991 Sb.)[5]
- Mezinárodní pakt o hospodářských, sociálních a kulturních právech ze dne 19. prosince 1966 (č. 120/1976 Sb.)[6]
- Úmluva o právech dítěte ze dne 30. září 1990 (č. 104/1991 Sb.)
- Všeobecná deklarace lidských práv - rezoluce Valného shromáždění OSN 217 A (III) ze dne 10. prosince 1948
- Deklarace o územním azylu - rezoluce Valného shromáždění OSN 2312 (XXII) ze dne 14. prosince 1967[7]

### Smlouvy a ostatní dokumenty regionální povahy (Evropa) týkající se cizineckého práva
- Úmluva o ochraně lidských práv a základních svobod ze dne 4. listopadu 1950 (č. 209/1992 Sb.)
- Evropská úmluva o vydávání ze dne 13. prosince 1957 (č. 549/1992 Sb.)[8]
- Evropská dohoda o zrušení vízové povinnosti pro uprchlíky ze dne 20. dubna 1959 (č. 102/1999 Sb.)[9]

## Cizinecké právo v EU
Důležitými normami práva EU jsou nařízení, neboť úřady jednají přímo podle nich a přímo z nich vznikají osobám (tj. i cizincům) práva a povinnosti. Nařízení jsou přímo aplikovatelná a v případě rozporu s českými právními normami mají aplikační přednost. Pro praktické užití jsou méně významné směrnice EU, neboť musejí být implementovány do národního práva členských států, a práva a povinnosti vznikají pak primárně z norem národního práva (tj. v případě ČR z českých zákonů). Směrnice jsou ovšem také velmi důležité, a to nejen jako zdroj novelizací českých zákonů, nýbrž i jako stěžejní interpretační vodítko při výkladu příslušných českých zákonů.

### Azyl a jiné formy ochrany v EU
- Charta základních práv EU
- Kvalifikační směrnice - směrnice Rady 2004/83/ES ze dne 29. dubna 2004 o minimálních normách, které musí splňovat státní příslušníci třetích zemí nebo osoby bez státní příslušnosti, aby mohli žádat o postavení uprchlíka nebo osoby, která z jiných důvodů potřebuje mezinárodní ochranu, a o obsahu poskytované ochrany[10]

- Procedurální směrnice - směrnice Rady 2005/85/ES ze dne 1. prosince 2005 o minimálních normách pro řízení v členských státech o přiznávání a odnímání postavení uprchlíka[11]

- Recepční směrnice - směrnice Rady 2003/9/ES ze dne 27. ledna 2003, kterou se stanoví minimální normy pro přijímání žadatelů o azyl[12]

- Směrnice o dočasné ochraně - směrnice Rady 2001/55/ES ze dne 20. července 2001 o minimálních normách pro poskytování dočasné ochrany v případě hromadného přílivu vysídlených osob a o opatřeních k zajištění rovnováhy mezi členskými státy při vynakládání úsilí v souvislosti s přijetím těchto osob a s následky z toho plynoucími[13]

- Dublinské nařízení (Dublin II) - nařízení Rady (ES) č. 343/2003 ze dne 18. února 2003, kterým se stanoví kritéria a postupy pro určení členského státu příslušného k posuzování žádostí o azyl podané příslušníkem třetí země v některém z členských států[14]

### Vstup a pobyt cizinců (občanů třetích zemí) na území států EU
- Schengenská prováděcí úmluva - Úmluva z 19. června 1990 k provedení Schengenské dohody ze dne 14. června 1985 mezi vládami států Hospodářské unie Beneluxu, Spolkové republiky Německo a Francouzské republiky o postupném odstraňování kontrol na společných hranicích
- Směrnice o právu na sloučení rodiny - směrnice Rady 2003/86/ES ze dne 22. září 2003 o právu na sloučení rodiny[15]

- Směrnice o postavení cizinců dlouhodobě pobývajících ve státech EU (rezidenti) - směrnice Rady 2003/109/ES ze dne 25. listopadu 2003 o právním postavení státních příslušníků třetích zemí, kteří jsou dlouhodobě pobývajícími rezidenty[16]
- Směrnice o přijímaní cizinců za účelem výkonu zaměstnání vyžadujícího vysokou kvalifikaci (modrá karta EU) - směrnice Rady 2009/50/ES ze dne 25. května 2009 o podmínkách pro vstup a pobyt státních příslušníků třetích zemí za účelem výkonu zaměstnání vyžadujícího vysokou kvalifikaci[17]
- Směrnice o přijímání cizinců za účelem práce ve vědeckém výzkumu - směrnice Rady 2005/71/ES ze dne 12. října 2005 o zvláštním postupu pro přijímání státních příslušníků třetích zemí pro účely vědeckého výzkumu[18]
- Směrnice o přijímání cizinců za účelem studia, výměnných pobytů žáků, neplacené odborné přípravy nebo dobrovolné služby -  směrnice Rady 2004/114/ES ze dne 13. prosince 2004 o podmínkách přijímání státních příslušníků třetích zemí za účelem studia, výměnných pobytů žáků, neplacené odborné přípravy nebo dobrovolné služby[19]
- Vízový kodex - nařízení Evropského parlamentu a Rady (ES) č. 810/2009 ze dne 13. července 2009 o kodexu Společenství o vízech (vízový kodex)[20]

### Pobyt občanů EU a jejich rodinných příslušníků v jiném státě EU
- Směrnice o právu občanů EU a jejich rodinných příslušníků na volný pohyb - směrnice Evropského parlamentu a Rady 2004/38/ES ze dne 29. dubna 2004 o právu občanů Unie a jejich rodinných příslušníků svobodně se pohybovat a pobývat na území členských států, o změně nařízení (EHS) č. 1612/68 a o zrušení směrnic 64/221/EHS, 68/360/EHS, 72/194/EHS, 73/148/EHS, 75/34/EHS, 75/35/EHS, 90/364/EHS, 90/365/EHS a 93/96/EHS[21]

### Vyhošťování cizinců a nucené návraty
- Návratová směrnice - směrnice Evropského parlamentu a Rady 2008/115/ES ze dne 16. prosince 2008 o společných normách a postupech v členských státech při navracení neoprávněně pobývajících státních příslušníků třetích zemí[22]

- Směrnice o vzájemném uznávání rozhodnutí o vyhoštění cizinců - směrnice Rady 2001/40/ES ze dne 28. května 2001 o vzájemném uznávání rozhodnutí o vyhoštění státních příslušníků třetích zemí[23]

- Směrnice o pomoci při tranzitu za účelem vyhoštění leteckou cestou - směrnice Rady 2003/110/ES ze dne 25. listopadu 2003 o pomoci při tranzitu za účelem vyhoštění leteckou cestou[24]

- Rozhodnutí o organizaci společných letů při vyhošťování cizinců - rozhodnutí Rady 2004/573/ES ze dne 29. dubna 2004 o organizaci společných letů za účelem navrácení státních příslušníků třetích zemí, na které se vztahuje individuální rozhodnutí o vyhoštění, z území dvou nebo více členských států[25]
- Readmisní dohody sjednané ES - přehled smluv uzavřených Evropským společenstvím o předávání, přebírání, popř. průvozu občanů států smluvních stran a občanů třetích států[26]

### Potírání ilegální migrace a obchodu s lidmi
- Směrnice o sankcích proti zaměstnavatelům cizinců neoprávněně pobývajících na území - směrnice Evropského parlamentu a Rady 2009/52/ES ze dne 18. června 2009 o minimálních normách pro sankce a opatření vůči zaměstnavatelům neoprávněně pobývajících státních příslušníků třetích zemí[27]

- Směrnice, kterou se definuje napomáhání k nepovolenému vstupu, přechodu a pobytu - směrnice Rady 2002/90/ES ze dne 28. listopadu 2002, kterou se definuje napomáhání k nepovolenému vstupu, přechodu a pobytu[28]

- Směrnice o povolení k pobytu obětem obchodu s lidmi - směrnice Rady 2004/81/ES ze dne 29. dubna 2004 o povolení k pobytu pro státní příslušníky třetích zemí, kteří jsou oběťmi obchodování s lidmi nebo obdrželi pomoc k nedovolenému přistěhovalectví a kteří spolupracují s příslušnými orgány[29]

- Rámcové rozhodnutí o zabránění k nepovolenému vstupu, přechodu a pobytu - rámcové rozhodnutí Rady 2002/946/SVV ze dne 28. listopadu 2002 o posílení trestního rámce s cílem zabránit napomáhání k nepovolenému vstupu, tranzitu a pobytu[30]

- Rámcové rozhodnutí o boji proti obchodování s lidmi - rámcové rozhodnutí Rady 2002/629/SVV ze dne 19. července 2002 o boji proti obchodování s lidmi[31]

## Cizinecké právo v České republice

### Azyl a jiné formy ochrany v ČR
- Listina základních práv a svobod - usnesení předsednictva ČNR č. 2/1993 Sb. o vyhlášení Listiny základních práv a svobod jako součásti ústavního pořádku České republiky, v platném znění[32]

- Zákon o azylu - zákon č. 325/1999 Sb., o azylu a o změně zákona č. 283/1991 Sb., o Polici České republiky, ve znění pozdějších předpisů (zákon o azylu), v platném znění[33]

- Zákon o dočasné ochraně - zákon č. 221/2003 Sb., o dočasné ochraně cizinců, v platném znění[34]

- Vyhláška o vyplácení příspěvku na stravu a kapesného v azylových zařízení - vyhláška č. 376/2005 Sb., kterou se stanoví výše úhrady za stravu a ubytování poskytnuté v azylovém zařízení, výše kapesného a termíny jeho výplaty, v platném znění[35]

### Vstup, pobyt cizinců na území ČR a vyhoštění
- Zákon o pobytu cizinců - zákon č. 326/1999 Sb., o pobytu cizinců na území České republiky a o změně některých zákonů, v platném znění (včetně poslední novely č. 427/2010 Sb. s účinností od 1.1.2011)[36]
- Vyhláška č. 348/2008 Sb., o výuce a zkouškách znalosti českého jazyka pro účely získání povolení k trvalému pobytu na území České republiky
- Vyhláška č. 368/1999 Sb., kterou se stanoví náležitosti a počty fotografií vyžadovaných podle zákona o pobytu cizinců, v platném znění
- Vyhláška č. 429/2010 Sb. stanovící výjimky z povinnosti cizince požádat o vízum nebo povolení k pobytu na místně příslušném zastupitelském úřadu
- Vyhláška č. 428/2010 Sb. stanovící okruh cizinců, kteří mohou pobývat v tranzitním prostoru mezinárodního letiště na území České republiky pouze na základě uděleného letištního průjezdního víza
- Vyhláška č. 274/2004 Sb., kterou se stanoví seznam nemocí, které by mohly ohrozit veřejné zdraví, a seznam nemocí a postižení, které by mohly závažným způsobem ohrozit veřejný pořádek, v platném znění
- Vyhláška č. 447/2005 Sb., kterou se stanoví výše nákladů na ubytování, stravování a přepravu po území České republiky cizince zajištěného za účelem správního vyhoštění, v platném znění
- Seznam readmisních dohod uzavřených Českou republikou - přehled smluv uzavřených Českou republikou o předávání, přebírání, popř. průvozu občanů států smluvních stran a občanů třetích států

### Zákony upravující řízení před státními orgány (ministerstvo, Policie, sociální odbory, soudy aj.)
Zde uvedené zákony obsahují obecnou úpravu řízení před státními orgány. Některé specifické druhy řízení před státními tak mohou být zvláštními zákony upraveny zcela nebo zčásti odlišně (např. řízení o azylu upravené zčásti odlišně zák. č. 325/1999 Sb., o azylu.)
- Správní řád (vybraná ustanovení)

- zákon č. 500/2004, správní řád, ve znění platném k 1.3. 2010 (poznámka: přiložený zákon obsahuje pouze vybraná ustanovení, která jsou důležitá pro orientaci cizince v řízení před správními orgány - ministerstvo, Policie, sociální odbory aj.)
- Poplatky za správní řízení (vybrané poplatky)

- zákon č. 634/2004 Sb., o správních poplatcích, ve znění platném k 1.3. 2010 (poznámka: uvedeny jsou pouze poplatky za řízení, jehož účastníkem může být pouze cizinec - žádost o vízum, trvalý pobyt, povolení k zaměstnání, cestovní doklad vydaný Českou republikou, občanství.)
- Soudní řád správní (vybraná ustanovení)

- zákon č. 150/2002, soudní řád správní, v platném znění (poznámka: přiložený zákon obsahuje pouze vybraná ustanovení, která jsou důležitá pro orientaci cizince v řízení před správními soudy - žaloby proti rozhodnutí ve věci azylu, trvalého pobytu, vyhoštění, zajištění aj.)
- Občanský soudní řád (vybraná ustanovení)

- zákon č. 99/1963, občanský soudní řád, ve znění platném k 1.3. 2010 (poznámka: přiložený zákon obsahuje pouze ustanovení §§ 200o - 200u vztahující se k řízení o propuštění cizince ze zajištění.)

### Rodina, manželství, partnerství, děti
- Zákon o rodině (vybraná ustanovení)

- zákon č. 94/1963 Sb., o rodině, ve znění platném k 1.3. 2010 (poznámka: přiložený zákon obsahuje pouze vybraná ustanovení, která jsou důležitá pro orientaci cizince při uzavření manželství, při rozvodu, určení rodičovství a v otázkách výživného.)
- Zákon o registrovaném partnerství (vybraná ustanovení)

- zákon č. 115/2006 Sb., o registrovaném partnerství a o změně některých souvisejících zákonů, ve znění platném k 1.3. 2010 (poznámka: přiložený zákon obsahuje pouze vybraná ustanovení, která jsou důležitá pro orientaci cizince při uzavření registrovaného partnerství, při jeho zániku a v otázce vzájemných práv a povinností partnerů.)

### Zaměstnání, podnikání
- Zákon o zaměstnanosti (vybraná ustanovení)

- zákon č. 435/2004 Sb., o zaměstnanosti, ve znění platném k 1.3. 2010 (poznámka: přiložený zákon obsahuje pouze vybraná ustanovení, která jsou důležitá pro orientaci cizince v otázkách týkajících se možnosti legálně pracovat v České republice - získání povolení k zaměstnání, výčet cizinců, kteří povolení k zaměstnání nepotřebují, možnost být veden v evidenci úřadu práce, otázka získání podpory v nezaměstnanosti aj.)
- Živnostenský zákon (vybraná ustanovení)

- zákon č. 455/1991 Sb., o živnostenském podnikání (živnostenský zákon), ve znění platném k 1.3. 2010 (poznámka: přiložený zákon obsahuje pouze vybraná ustanovení, která jsou důležitá pro orientaci cizince v otázkách týkajících se možnosti legálně podnikat v České republice, tj. zejména podmínky a proces získávání živnostenského oprávnění a jeho zánik).

### Sociální zabezpečení
- Zákon o pomoci v hmotné nouzi (vybraná ustanovení)

- zákon č. 111/2006 Sb., o pomoci v hmotné nouzi, v platném znění (poznámka: přiložený zákon obsahuje pouze vybraná ustanovení, která jsou důležitá pro orientaci cizince v systému finanční pomoci státu osobám v hmotné nouzi - o jaké finanční dávky je možné žádat, kdo o ně může žádat, jakým způsobem, co je k takové žádosti třeba doložit atd.)
- Zákon o státní sociální podpoře (vybraná ustanovení)

- zákon č. 117/1995 Sb., o státní sociální podpoře, v platném znění (poznámka: přiložený zákon obsahuje pouze vybraná ustanovení, která jsou důležitá pro orientaci cizince v systému státní sociální podpory - o jaké finanční dávky je možné žádat, kdo o ně může žádat, jakým způsobem, co je k takové žádosti třeba doložit atd.; úplné znění zákona o státní sociální podpoře můžete nalézt zde)
- Zákon o životním a existenčním minimu (vybraná ustanovení)

- zákon č. 110/2006 Sb., o životním a existenčním minimu, v platném znění (poznámka: přiložený zákon obsahuje pouze vybraná ustanovení, která jsou důležitá pro orientaci cizince v určení výše jeho životního a existenčního minima, od kterého se dále odvíjí možnost požádat o finanční pomoc na základě výše uvedených zákonů o pomoci v hmotné nouzi a o státní sociální podpoře)
- Zákon o sociálním zabezpečení (vybraná ustanovení)

- zákon č. 100/1988 Sb., o sociálním zabezpečení, ve znění platném k 1.3. 2010 (poznámka: zákon o sociální zabezpečení zaručuje finanční a jinou pomoc pouze osobám těžce zdravotně postiženým, pokud jsou občany České republiky anebo občany jiného státu Evropské unie či jejich rodinnými příslušníky; přiložený zákon pak obsahuje pouze vybraná ustanovení, která jsou důležitá pro orientaci těchto osob v otázkách týkajících se vzniku a zániku nároku na peněžité dávky a způsobu jejich vyplácení)

### Zdravotní péče
- Zákon o veřejném zdravotním pojištění (vybraná ustanovení)

- zákon č. 48/1997 Sb., o veřejném zdravotním pojištění a o změně a doplnění některých souvisejících zákonů, v platném znění (poznámka: přiložený zákon obsahuje pouze vybraná ustanovení, která jsou důležitá pro orientaci cizince v systému veřejného zdravotního pojištění - kteří cizinci mají nárok na veřejné zdravotní pojištění, kdo má povinnost za tyto cizince pojištění platit, kdy tato povinnost připadá státu, jaká jsou práva a povinnosti cizince vyplývající z jeho zařazení do systému veřejného zdravotního pojištění atd.)

### Školy, vzdělávání
- Školský zákon (vybraná ustanovení)

- zákon č. 561/2004 Sb., o předškolním, základním, středním, vyšším odborném a jiném vzdělávání (školský zákon), ve znění platném k 1.3. 2010 (poznámka: přiložený zákon obsahuje pouze vybraná ustanovení, která jsou důležitá pro orientaci cizince v otázkách vzdělávání v České republice, přístupu cizinců ke vzdělání, povinné školní docházky aj.)
- Zákon o vysokých školách (vybraná ustanovení)

- zákon č. 111/1998 Sb., o vysokých školách a o změně a doplnění dalších zákonů (zákon o vysokých školách), ve znění platném k 1.3. 2010 (poznámka: přiložený zákon obsahuje pouze vybraná ustanovení, která jsou důležitá pro orientaci cizince v otázkách vzdělávání na vysokých školách v České republice, přístupu cizinců ke vzdělání na těchto školách a uznávání zahraničního vzdělání nebo diplomů)

## Druhy cizineckého práva
Lze rozlišovat dva druhy pojetí cizineckého práva. V pojetí širším a v užším smyslu.
Pojetí cizineckého práva v širším pojetí:
- zahrnuje právní normy upravující postavení cizinců v nejširším rozsahu (nejen v oblasti soukromoprávních vztahů, ale rovněž ve veřejnosprávní sféře, zejména v oblasti finančního a správního práva
- součástí cizineckého práva v oblasti v pojetí širšího smyslu správního práva je například v souladu s ustanovením § 88 odst. 2 a 3 zákona č. 326/1999 Sb., o pobytu cizinců na území České republiky a o změně některých zákonů, ve znění pozdějších předpisů, povinnost zákonného zástupce cizince ve lhůtě 60 dnů od narození svého dítěte, které je rovněž cizincem, podat žádost o udělení příslušného druhu víza nebo druhu povolení k pobytu.

Pojetí cizineckého práva v užším pojetí:
- v užším pojetí naopak pojímá za své normy pouze upravující vztahy ryze soukromoprávní povahy
- typicky jde o oblasti obchodního, občanského, pracovního a rodinného práva
- právě toto níže popsané pojetí cizineckého práva koresponduje s tím, jaké normy uznává mezinárodní právo soukromé za svoje[38]

## Obecný rámec právní úpravy
Cizinecké právo není v českém právním řádu kodifikováno. Ani by to nebylo k jeho specifickým rysům možné. Právní normy u cizineckého práva nalézáme právě v různých právních předpisech. Základním těžištěm obecné úpravy je zákon o mezinárodním právu soukromém a procesním. Kromě kolizní úpravy mezinárodního soukromého práva rovněž obsahuje právní úpravu o postavení cizinců a úprava postupů justičních orgánů, které souvisí s materií uvedeného zákona, tedy mezinárodní právo procesní.
Ostatní právní normy cizineckého práva se nachází v jednotlivých vnitrostátních předpisech jako součást. Jinak komplexní úpravy tohoto daného odvětví , jakými jsou zejména zákon č. 513/1991 Sb., obchodní zákoník, ve znění pozdějších předpisů, zákon č. 455/1991 Sb., o živnostenském podnikání (živnostenský zákon), ve znění pozdějších předpisů (dále jen „živnostenský zákon), zákon č. 262/ 2006 Sb., zákoník práce, ve znění pozdějších předpisů (dále jen „zákoník práce“), zákon č. 121/2000 Sb., o právu autorském, o právech souvisejících s právem autorským a o změně některých zákonů (autorský zákon), ve znění pozdějších předpisů (dále jen „autorský zákon“) a další právní předpisy.
Myšlenku jediné a ucelené právní úpravy celého obsahu cizineckého práva je považována za zcela nevhodnou. A to nejen z důvodu vytrhávání příslušných ustanovení cizineckého práva z kontextu jiného uceleného právního předpisu, ale i z narušování tak jeho systematické struktury a rovněž vzhledem k představě právního předpisu, který obsahuje uceleně normované cizinecké právo. Jednotlivá ustanovení by nemohla ve svém výsledku vykazovat jednotný a obsahově navazující legislativní počin, nýbrž by se jednalo, jak již bylo uvedeno výše, o soubor z kontextu jiných předpisů vytržených ustanovení. Uvedený postoj lze vysvětlit tvrzením, že každá norma cizineckého práva upravená ve zvláštním právním předpise není pouze představitelkou cizineckého práva, ale především je to normou daného právního odvětví. Příkladem může být obchodní právo s tím, že se tato zařazení vzájemně nevylučují. Ke skutečnosti, že cizinec se může v českém právním prostředí pohybovat prakticky v jakékoli oblasti a musí se proto prakticky každý právní předpis s touto možností nějak vypořádat. Obsah právního postavení cizince bývá často identický a s právním postavením státního příslušníka v některých případech zákonodárce ustanoví cizincům odchylný rozsah či obsah jejich práv a povinnosti v porovnání s vlastními státními příslušníky.

## Normy cizineckého práva v jednotlivých zvláštních předpisech
Vnitrostátní cizinecké právo obecně upravuje právní postavení cizinců na území daného státu a to prostřednictvím vlastních přímých právních norem. Pod širší pojetí cizineckého práva zahrnujeme i předpisy z oblasti práva veřejného, které rovněž, upravují právní poměry cizinců s tím, že taková veřejnoprávní úprava může často ovlivňovat důsledky pro právní postavení cizinců v jejich soukromoprávní oblasti. Například zvláštní podmínkou pro vznik živnostenského oprávnění cizince je podle ustanovení § 47 odst. 8 živnostenského zákona doložení povolení k pobytu, které je ale upraveno cizineckým zákonem jako součásti správního práva.
Zákon o mezinárodním právu soukromém a procesním stanoví obecný rámec právní úpravy, resp. obecný rámec zacházení s cizinci na území České republiky v jejich soukromoprávní sféře. Nicméně existují zvláštní právní normy cizineckého práva, rovněž přímo upravující právní postavení cizinců v českém právním prostředí, které jsou obsaženy ve zvláštních soukromoprávních předpisech.
Nový zákon o mezinárodním právu soukromém ve svém ustanovení § 27 již tuto skutečnost zmiňuje. Výslovně tak stanoví, cituji předmětné ustanovení zákona: „Postavení cizinců a zahraničních právnických osob při podnikání v České republice, v oblasti pracovního práva, v oblasti práva autorského a práv průmyslových upravují jiné právní předpisy.“ Právní postavení cizinců je tedy doplněno podrobnější úpravou v příslušných zvláštních právních předpisech. Důvodová zpráva k novému zákonu o mezinárodním právu soukromém, ze dne 18. května 2011. ASPI. str. 8.
Nejvýraznější je právní úprava podnikání cizinců, tedy ustanovení § 21 až § 26 obchodního zákoníku a příslušná ustanovení živnostenského zákona. V oblasti pracovního práva ustanovení § 48 odst. 3 zákoníku práce stanoví zvláštní důvody skončení pracovního poměru cizince v závislosti na jeho legálním pobytu nebo povolení k zaměstnání na území České republiky. Zákon č. 435/2004 Sb., o zaměstnanosti, ve znění pozdějších předpisů, ve svých ustanovení § 85 až § 103 upravuje zaměstnávání zaměstnanců ze zahraničí.
Další oblastí jsou práva autorská a průmyslová. Ustanovení § 107 odst. 2 aţ 6 autorského zákona vymezuje podmínky, kdy se ustanovení předmětného zákona vztahují rovněž na cizince. Ustanovení § 76 zákona č. 527/1990 Sb., o vynálezech a zlepšovacích návrzích, ve znění pozdějších předpisů, upravuje vztahy k zahraničí v souvislosti s mezinárodněprávními závazky. Například Pařížská úmluva na ochranu průmyslového vlastnictví, ze dne 20. března 1883, ve znění pozdějších revizí, uveřejněná vyhláškou ministra zahraničních věcí pod č. 64/1975 Sb.. Obdobným způsobem vymezuje vztah k zahraničí ustanovení § 46 zákona č. 441/2003 Sb., o ochranných známkách, ve znění pozdějších předpisů.